# Митов, Даниэль
Даниэль Павлов Митов (болг. Даниел Павлов Митов; род. 4 декабря 1977, София) — болгарский политик и политолог. Министр иностранных дел Болгарии (2014—2017).

## Биография

### Образование
Окончил в 2002 году Софийский университет имени Святого Климента Охридского (факультет политологии), с 2001 по 2002 годы обучался в Центре дальнейшего обучения в Новом болгарском университете по специальности «политические умения». Участвовал в американском программе обмена учащимися Германского фонда Маршалла и в программе обмена учащимися «Programme des personnalites d’avenir» при МИД Франции. Владеет английским, итальянским и русским языками.

### Профессиональная карьера
С 2002 года Митов работал в Политической академии Центральной и Юго-Восточной Европы, был членом редакции журнала «Разум». С 2006 года исполнительный директор фонда «Демократия». С 2010 года в составе миссии Национального демократического института США в Ираке, где занимал должность программного менеджера по Программе развития и помощи политическим партиям. В 2012 году вернулся в Болгарию и был назначен постоянным представителем Национального демократического института в Брюсселе. Как его представитель работал в Ливии, ДР Конго, на Украине, в Йемене, Тунисе и других странах.

### Политическая карьера
С 2006 года член партии «Демократы за сильную Болгарию». Участвовал в выборах в Европарламент в 2007 году, в ходе обновления руководства партии после её неудачи на выборах Митов стал заместителем председателя партии. В 2009 году участвовал в парламентских выборах в Болгарии в составе Синей коалиции, но потерпел неудачу.
В 2012 году вместе с Прошко Прошковым, Петром Николовым-Зиковым и Христо Ангеличиным вступил в «Движение граждан Болгарии», основанное бывшим еврокомиссаром Мегленой Куневой, был избран членом Национального совета партии, но осенью 2012 года ушёл из политики.

### Министр иностранных дел
6 августа 2014 Даниэль Митов распоряжением Президента Болгарии Росена Плевнелиева был назначен министром иностранных дел в правительстве Георги Близнашки. 7 ноября 2014 года, при утверждении второго правительства Бойко Борисова, был оставлен на своём посту по квоте «Реформаторского блока». Является проамериканским политиком, полностью повторяя слова руководства США о российской и арабской угрозах.

## Награды
- Великий офицер ордена Звезды Италии (28 декабря 2015 года, Италия)[5]